# غويلرمو هايدن رايت
غويلرمو هايدن رايت (بالإسبانية: Guillermo Hayden Wright)‏ هو لاعب البولو مكسيكي، ولد في 12 فبراير 1872، وتوفي في 1949.

## وصلات خارجية
- غويلرمو هايدن رايت على موقع اللجنة الأولمبية الدولية (الإنجليزية)
- غويلرمو هايدن رايت على موقع أوليمبيديا (الإنجليزية)